# Anthonie Braakman
Anthonie (Anton) Braakman, auch Braakmann oder Brakman, (* 1811, getauft 21. Oktober 1811 in Rotterdam; † 13. August 1870 in Stuttgart) war ein niederländischer, überwiegend in Deutschland arbeitender Landschaftsmaler.

## Leben und Werk
Anthonie Braakman war zunächst in Den Haag Schüler des Malers Andreas Schelfhout und übernahm dessen romantische Malweise und Vorliebe für Winterlandschaften. Nach einigen selbständigen Jahren in seiner Heimatstadt Rotterdam reiste Braakman durch die deutschsprachigen Länder und nach Norditalien.

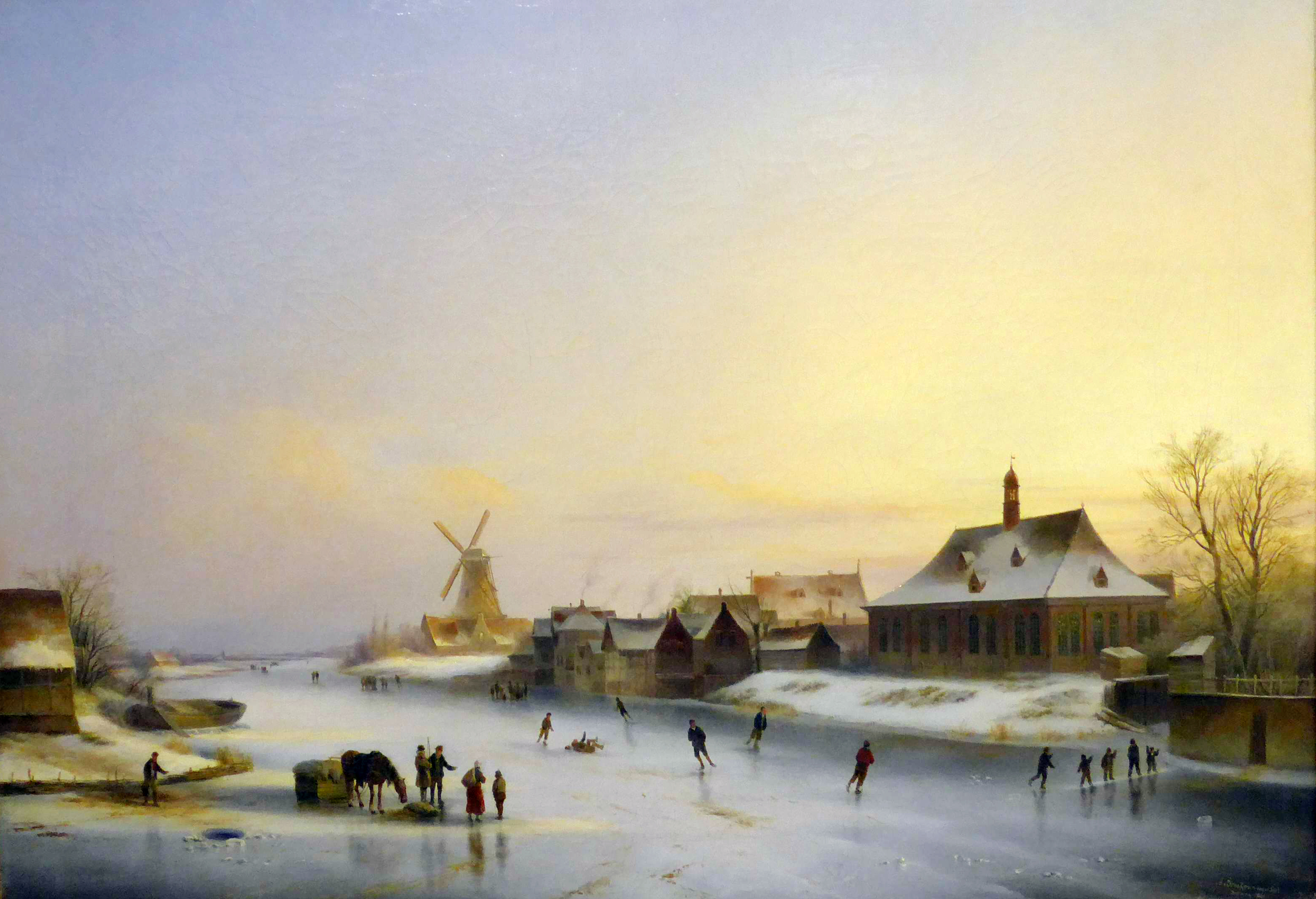
Neustadtufer an der kleinen Weser in Bremen, Gemälde von Anthonie Braakman, 1841, Focke-Museum Bremen

Obwohl Braakman sich laut Überlieferung um 1840 als Theatermaler in Stuttgart niederließ, sind fünf seiner signierten Gemälde mit Bremer Motiven noch auf die Jahre 1841 und 1843 datiert. Es handelt sich dabei um bremische Ansichten in der Sammlung des Focke-Museums Bremen, die an das Genre niederländischer Flusslandschaften des 17. Jahrhunderts erinnern. Doch ist ihre Stimmung von unverkennbar biedermeierlichem Charakter, indem die Stadtlandschaften als beschauliche und überschaubare Welten, in winterlicher Stille oder abendlichem Frieden geschildert werden.
Am 17. Juli 1845 heiratete Braakman in der Stuttgarter Königlichen Hofkirche die Hofpianistin Emilie Leibnitz (1817–1894), eine Tochter des Hofsängers Carl August Leibnitz. Seine Tochter Karoline Braakmann wurde am 10. Dezember 1846 in Stuttgart geboren; sie heiratete später den Ulmer Kreisrichter Gustav Pfizer (1840–1899), einen Sohn des gleichnamigen Stuttgarter Schriftstellers Gustav Pfizer.
Anthonie Braakmann starb am 13. August 1870 im Alter von 58 Jahren in Stuttgart.